# CD Trofense
CD Trofense är en sportklubb i Trofa, Portugal. Klubben bildades 1930 och spelade i Portugals högsta division i fotboll säsongen 2008/2009.

## Stadion
Trofense spelar sina hemmamatcher på Estádio Clube Desportivo Trofense. Arenan invigdes 1950 och har idag en publikkapacitet på 5 200.